# Краснопольский, Валерий Липович
Вале́рий Ли́пович Краснопо́льский (30 октября 1947, Москва — 16 октября 2021, там же) — советский и российский поэт, писатель, переводчик, издатель и редактор. С 1986 года — член Союза писателей России.

## Биография
Родился 30 октября 1947 года в Москве, в семье служащих. В 1971 году окончил механико-математический факультет МГУ. В 1971—1977 годах работал младшим научным сотрудником Института органической химии АН СССР, в 1977—1985 — руководителем литературного объединения им. А.Недогонова, в 1988-92 годах — директором центра творческих встреч СТД СССР. С 1992 года являлся генеральным директором Международного благотворительного фонда «Серебряный век».
Как поэт печатался с 1967 года. Его первые произведения публиковались в газете «Московский университет». Переводил издания с грузинского и эстонского языков. С 1986 года являлся членом Союза писателей России, автором нескольких сборников стихов. Он поднимал в своих произведениях самые разнообразные темы. К примеру, стихотворение «Чистый человек» навеяно грустными размышлениями о том, почему многие поэты и деятели науки уезжают из страны, а стихотворение «Живой огонь», впоследствии ставшее песней (её исполняет актёр Эвклид Кюрдзидис), посвящено дяде, который погиб на войне. Краснопольский писал также песенные тексты на музыку грузинского композитора Ладо Сурамели. Так в 1988 году фирма «Мелодия» выпустила грампластинку «Солнечные пятна», в которую вошли четыре песни на стихи Краснопольского (их в 1986 году записал Николай Караченцов).
В 2007 году выпустил книгу «Юго-Запад Москвы». В неё вошли не только его стихи, но и воспоминания о друзьях: Владимире Высоцком, Савелии Крамарове, Виталии Соломине, Валерии Золотухине.
С 2000 года являлся художественным руководителем издательства «Зебра», жил и работал в Москве. Ушёл из жизни 16 октября 2021 года.

## Книги
- 2007 — «Юго-Запад Москвы»[6]

1992 год — «Красное поле» изд-во «Советский писатель».
- 2017 — «Вера», изд-во «Эксмо».

## Дискография
- 1988 — Николай Караченцов «Солнечные пятна» (Винил)[5][7]

## Песни
- «Белый сон» (музыка Ладо Сурамели) исполняет Николай Караченцов
- «Апрель» (музыка Ладо Сурамели) исполняет Николай Караченцов
- «Я вспоминаю о тебе…» (музыка Ладо Сурамели) исполняет Николай Караченцов
- «Солнечные пятна» (музыка Ладо Сурамели) исполняет Николай Караченцов[5]
- «Живой огонь» (музыка Бориса Шхиани) исполняет Эвклид Кюрдзидис

## Награды
- Почётная грамота Московской городской думы (13 декабря 2017 года) — за заслуги перед городским сообществом и в связи с юбилеем[8]